# Molossus
Molossus är ett släkte av däggdjur som ingår i familjen veckläppade fladdermöss. Arter från släktet betecknades 1920 i Svenska Akademiens ordbok som doggfladdermus på grund av ansiktets typiska drag (jämför dogg).
Dessa fladdermöss når en kroppslängd (huvud och bål) av 50 till 95 mm, en svanslängd av 20 till 70 mm och en vikt mellan 10 och 30 g. Underarmarna är 33 till 60 mm långa. Pälsens färg kan vara rödbrun, mörkbrun eller svartaktig. Flera individer byter pälsfärg under årets lopp. Det finns enfärgade former, där pälsen har en sammet textur, och tvåfärgade former. Individernas öron möter varandra på främre hjässan. Molossus skiljer sig dessutom i avvikande detaljer av skallens och tändernas konstruktion från andra veckläppade fladdermöss.
Habitatet varierar mellan arterna. Vissa som Molossus aztecus och Molossus currentium lever i skogar och andra föredrar öppna landskap. De vilar i trädens håligheter, i byggnader, bakom stora blad, i grottor eller i bergssprickor. Där samlas vanligen kolonier med flera hundra medlemmar. Individerna lämnar viloplatsen ofta före skymningen. De jagar främst insekter. Födan äts inte på plats utan flyttas med hjälp av kindpåsar till viloplatsen. Vid kallt väder blir individerna slö (torpor).
Fortplantningssättet är beroende på art. Allmänt föds en unge per kull.
Nästan alla arter klassificeras av IUCN som livskraftig (LC). Bara Molossus barnesi listas med kunskapsbrist (DD).

## Systematik
Arter och utbredning enligt Wilson & Reeder (2005) och IUCN:
- Molossus alvarezi, på Yucatánhalvön.
- Molossus aztecus, flera mindre populationer från Mexiko till Nicaragua.
- Molossus coibensis, västra Centralamerika och norra Sydamerika.
- Molossus currentium (äldre namn: Molossus bondae), från Guatemala till norra Sydamerika samt i centrala Sydamerika.
- Molossus molossus, från Mexiko till norra Argentina, även på västindiska öar.
- Molossus pretiosus, från Mexiko till norra Sydamerika.
- Molossus rufus (synonym: Molossus ater), från Mexiko till norra Argentina.
- Molossus sinaloae, från Mexiko till norra Sydamerika.